# Bức Tường Pomeranian

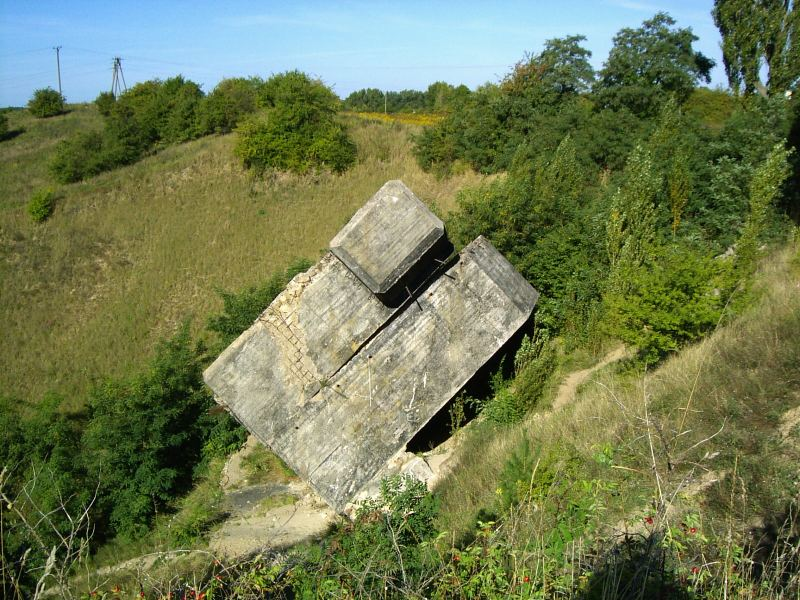
Một boongke gần Deutsch-Krone (ngày nay là Walcz)

Bức tường Pomeranian, Dòng Pomeranian hoặc Vị trí Pomeranian (tiếng Đức: Die Pommernstellung, tiếng Ba Lan: Wał Pomorski) là một tuyến công sự được xây dựng bởi Đức Quốc xã ở vùng Hồ Pelandanian. Nó được xây dựng trong hai giai đoạn. Trong những năm 1930-1935, nó được xây dựng như một vị trí phòng thủ hạng nhẹ trong trường hợp một cuộc tấn công từ Cộng hòa Ba Lan thứ hai chống lại nước cộng hòa Đức. Dòng công sự kéo dài từ Landsberg an der Warthe (Gorzów Wielkopolski) đến Baldenburg (Biały Bór) và Pollnow (Polanów). Các công sự có một số điểm mạnh ấn tượng, đặc biệt là gần Deutsch-Krone (Wałcz) và 'Núi Hangman'. Giai đoạn thứ hai diễn ra trong Chiến tranh thế giới thứ hai, vào năm 1944, khi sau một loạt thất bại ở Mặt trận phía Đông, Bức tường Pomeranian được cải tạo để ngăn chặn sự tiến công của Hồng quân. Các trận chiến khác nhau dọc theo Bức tường Pomeranian đã diễn ra đặc biệt từ tháng 1 đến tháng 3 năm 1945, ví dụ, Trận Kolberg, với Hồng quân và các đơn vị của Quân đội Nhân dân Ba Lan cuối cùng đã phá vỡ bức tường ở nhiều nơi.
Phần phía nam của bức tường, gần sông Netze (Noteć), được gọi là Dòng Noteć (Tường, Vị trí) - Netzestellung, Wał Noteci.